# Буржуазная либерализация
«Буржуазная либерализация» (кит. 資產階級自由化) — китайское идеологическое клише, неоднократно использованное руководством Коммунистической партии Китая в политических и репрессивных кампаниях. Обозначает ориентацию на принципы западной демократии и прав человека, а также любое, даже дискуссионное ограничение власти КПК. В 1986—1987 кампания против «буржуазной либерализации» привела к отстранению генерального секретаря ЦК КПК Ху Яобана, ужесточению политического режима и отразилась в событиях на площади Тяньаньмэнь 1989.

## Появление термина
В 1956, под влиянием XX съезда КПСС, в КНР отмечалось определённое смягчение режима. Были выдвинуты концепции «противоречий внутри народа» (признание национальной буржуазии как производительного класса и части китайского общества), «взаимного контроля» (сосуществования КПК и некоммунистических партий), начата кампания «Пусть расцветают сто цветов». Эта политика, в целом утверждённая VIII съездом КПК, характеризовалась в СССР как «заигрывание с чуждыми элементами».
В 1959 тогдашний председатель КНР Лю Шаоци вступил в полемику с руководством КПСС (обозначая советских оппонентов выражением «некоторые деятели»). По его словам, кампания «Пусть расцветают сто цветов» являлась не «буржуазной либерализацией», а «классовой политикой пролетариата». Таким образом термин «буржуазная либерализация» впервые официально прозвучал на уровне высшего руководства КПК, разумеется, в негативном контексте. К тому времени признаки либерализации политики КПК сошли на нет, после того, как «попытку контрнаступления буржуазии разгромили в 1958 г.»

## Политическое употребление
Понятие «буржуазной либерализации» широко использовалось в период Культурной революции. Оно обозначало примерно то же, что «правые» и «каппутисты» («сторонники капиталистического пути»). Все эти ярлыки являлись основанием для репрессий. При этом они практически утратили смысловое идеологическое наполнение и применялись произвольно. Примечательно, что ещё в 1964 аналогичную формулировку «новобуржуазные элементы» предложил Дэн Сяопин, и вскоре она была применена к нему же. В 1971 участники «заговора Линь Бяо» выдвигали сходные обвинения против Мао Цзэдуна и его окружения.
После смерти Мао Цзэдуна и разгрома радикально-маоистской Банды четырёх ярлык «буржуазная либерализация» длительное время не применялся. Период 1977—1978 — возвращение Дэн Сяопина на высшие посты, укрепление его позиций и начало реформ — был отмечен реальной, хотя и неглубокой либерализацией. Он получил название Пекинская весна (по аналогии с Пражской весной). В качестве главной опасности была названа противоположная, ультралевая, тенденция (это обвинение было выдвинуто против Малой банды четырёх).
Однако эти процессы были в основном свёрнуты с 1979. Экономические реформы, проводимые с конца 1970-х по инициативе и под руководством Дэн Сяопина, не сопровождались политической демократизацией. В 1980 Дэн Сяопин даже ужесточил политический режим, ограничив права на публичные собрания и вывешивание дацзыбао.
Заявления об опасности «буржуазной либерализации» вновь стали звучать на высшем уровне с середины 1980-х. В мае 1985 Дэн Сяопин подчеркнул, что разгром «Банды четырёх», модернизация Китая, экономическая открытость не означают отступления от социализма и принятия западных норм свободы и демократии. Он напомнил, что действия в плане «буржуазной либерализации» запрещены законодательством КНР.
Возвращение к ранее оставленной риторике объяснялось усилением недовольства в стране. По мере экономического подъёма начинали выдвигаться требования свободных политических дискуссий, ограничения диктатуры КПК. Именно эти тенденции — не только приверженность западным стандартам демократии и прав человека — обозначались термином «буржуазная либерализация». Прежде всего они исходили от групп интеллигенции и студенчества. Но ещё большие опасения властей вызывали перспективы массовых социально-политических протестов, подобных Тяньаньмэньским беспорядкам 1976.
В партийном руководстве главным выразителем реформаторских настроений являлся генеральный секретарь ЦК КПК Ху Яобан. Его сторонником считался премьер Госсовета КНР Чжао Цзыян. Решительными противниками выступали заместитель генерального секретаря Чэнь Юнь и вице-премьер Ли Пэн. Хотя Ху Яобан и Чжао Цзыян рассматривались как «ученики Дэн Сяопина», сам Дэн Сяопин в этом вопросе придерживался жёсткой линии.
В сентябре 1986 ЦК КПК официально утвердил тезис о недопустимости «буржуазной либерализации, отрицающей социалистический строй, превозносящий капиталистическую систему» и потребовал от партии бдительности в отношении этой опасности.

## Волнения 1980-х
Крупные студенческие волнения произошли в конце 1986 года. Студенты Научно-технического университета Китая призвали бойкотировать местные выборы в Хэфэе в знак протеста против их антидемократического характера. Протестующих поддержал первый проректор университета, известный профессор-астрофизик Фан Личжи. Движение распространилось на Шанхайский и Аньхойский университеты, вузы Нанкина, Гуанчжоу, Чунцина, Уханя, других городов. Выдвигались лозунги «Свобода и демократия!», «Долой диктатуру!», «Свобода или смерть!» К концу декабря движение перекинулось в столицу — начались акции студентов Пекинского университета и Университета Циньхуа. 1 января 1987 в Пекине произошли столкновения студентов с полицией, десятки демонстрантов были арестованы.
Студенческие протесты обеспокоили руководство КПК. Они были объявлены проявлением «буржуазной либерализации» (и одновременно — "наследием «Культурной революции»). Ответственность за происшедшее Дэн Сяопин возложил на Ху Яобана, с именем которого связывались все признаки либерализации и демократизации общественной жизни. 16 января 1987 Ху Яобан был снят с поста генерального секретаря.
15 апреля 1989 Ху Яобан скончался. В Пекине сразу начались студенческие волнения — первоначально в форме акций памяти покойного. Они быстро набрали силу и вылились в массовые протесты на площади Тяньаньмэнь. 4 июня 1989 манифестации на Тяньаньмэнь были подавлении вооружёнными силами НОАК в результате масштабного кровопролития.

## Приглушение и сохранение
В течение примерно трёх лет «буржуазная либерализация» воспринималась властями КНР как главная политическая опасность. Режим был резко ужесточён. Положение несколько изменилось с 1992, когда Дэн Сяопин вновь поставил во главу угла стимулирование экономического роста и развитие отношений с Западом (в частности, завершение процесса присоединения Гонконга и Макао к КНР). Риторика против «буржуазной либерализации» была несколько приглушена. Однако в принципе противодействие этой тенденции сохраняется как принципиальная установка, содержащаяся в Уставе КПК.
Характерные черты «борьбы с буржуазной либерализацией» проявлялись в деятельности «Новой банды четырёх» — консервативной группы в руководстве КПК начала 2010-х во главе с Чжоу Юнканом.